# Mammillaria chionocephala
Mammillaria chionocephala (укр. Мамілярія сніжнобілоголова, Мамілярія хіоноцефала) — сукулентна рослина з роду мамілярія родини кактусових.

## Етимологія

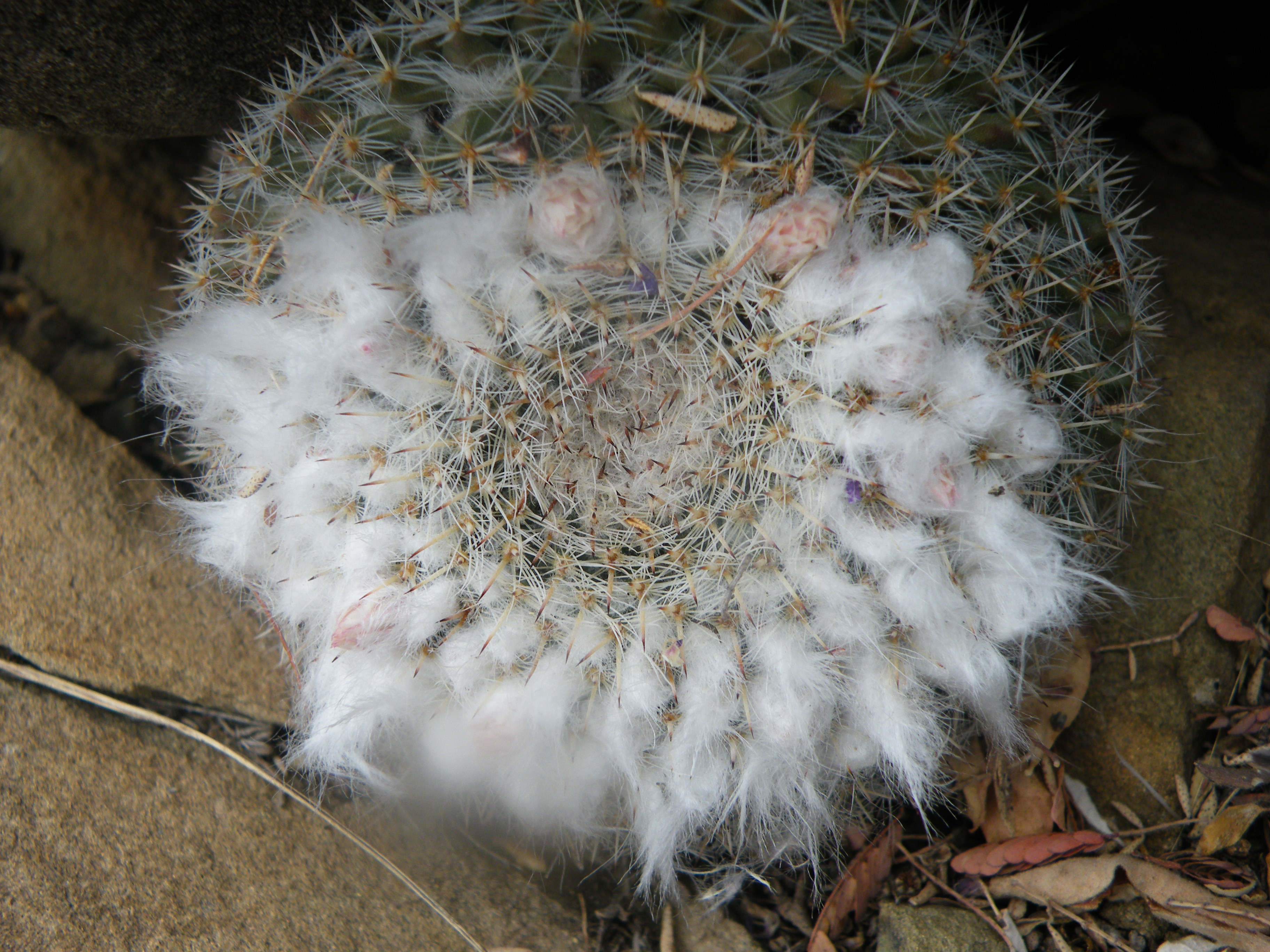
Сніжнобілий пух на верхівці Мамілярії сніжнобілоголової, через який вона отримала свою назву

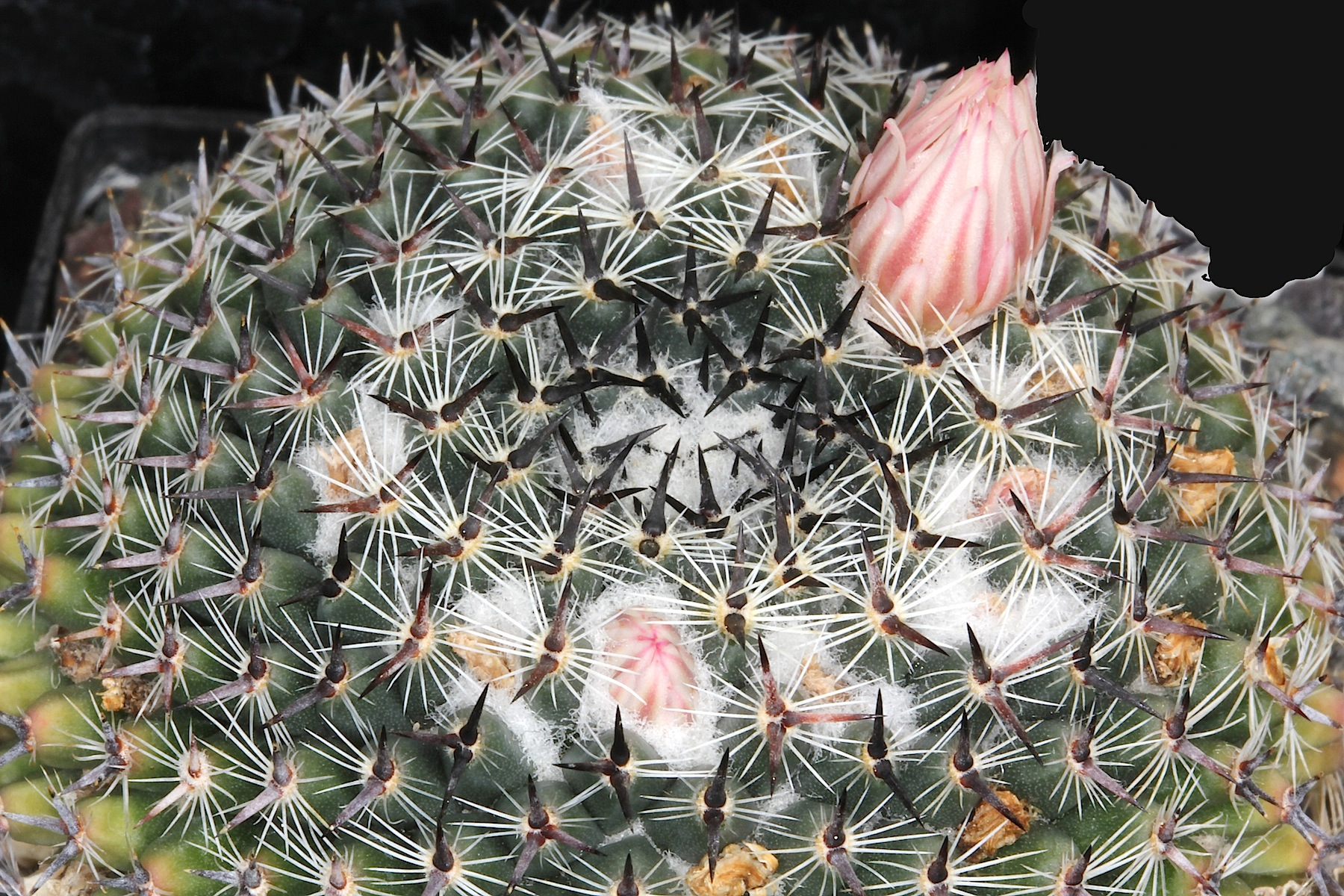
Квітуча Mammillaria chionocephala

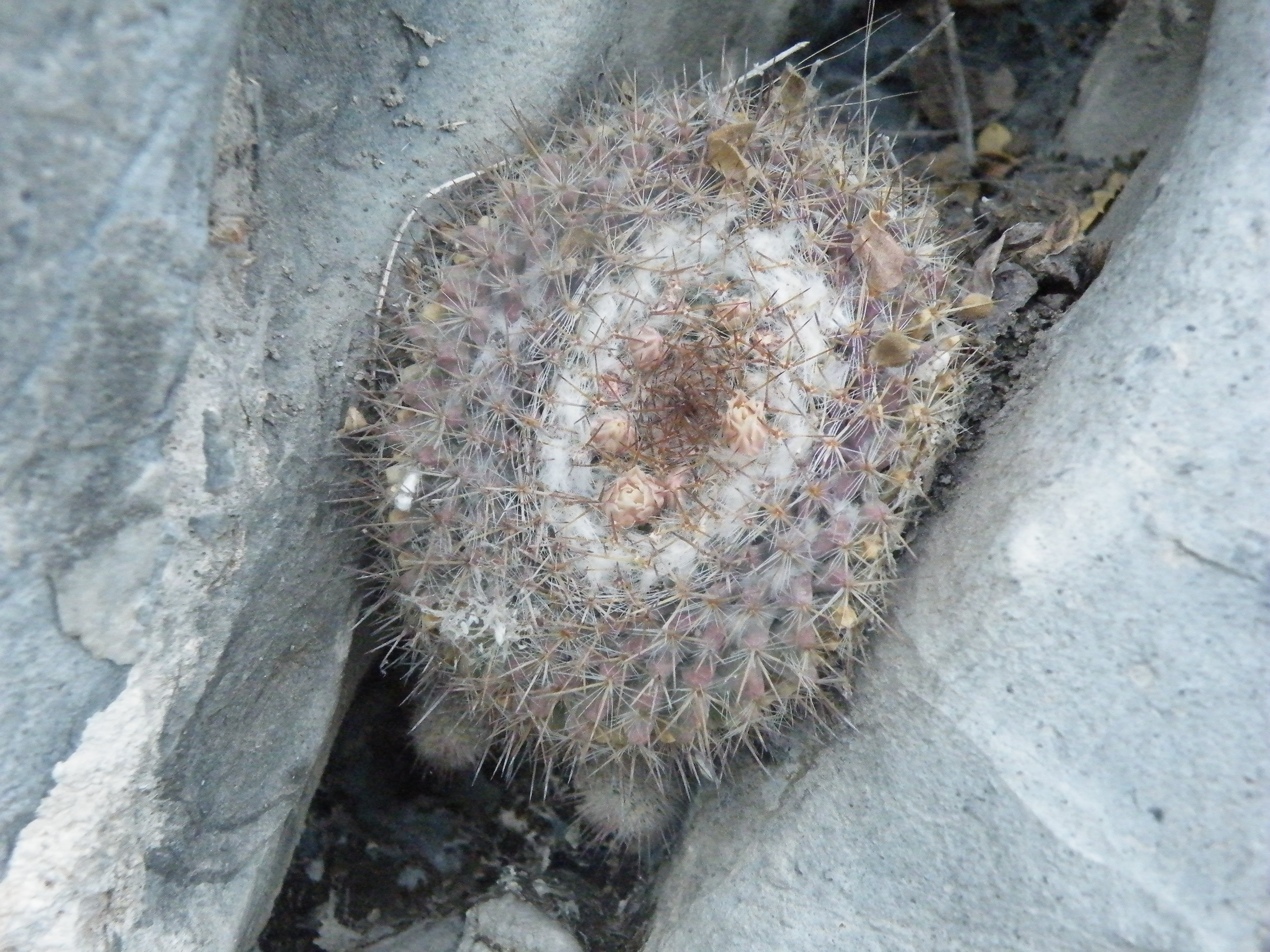
Mammillaria chionocephala зростає у штаті Нуево-Леон буквально затиснута серед каміння

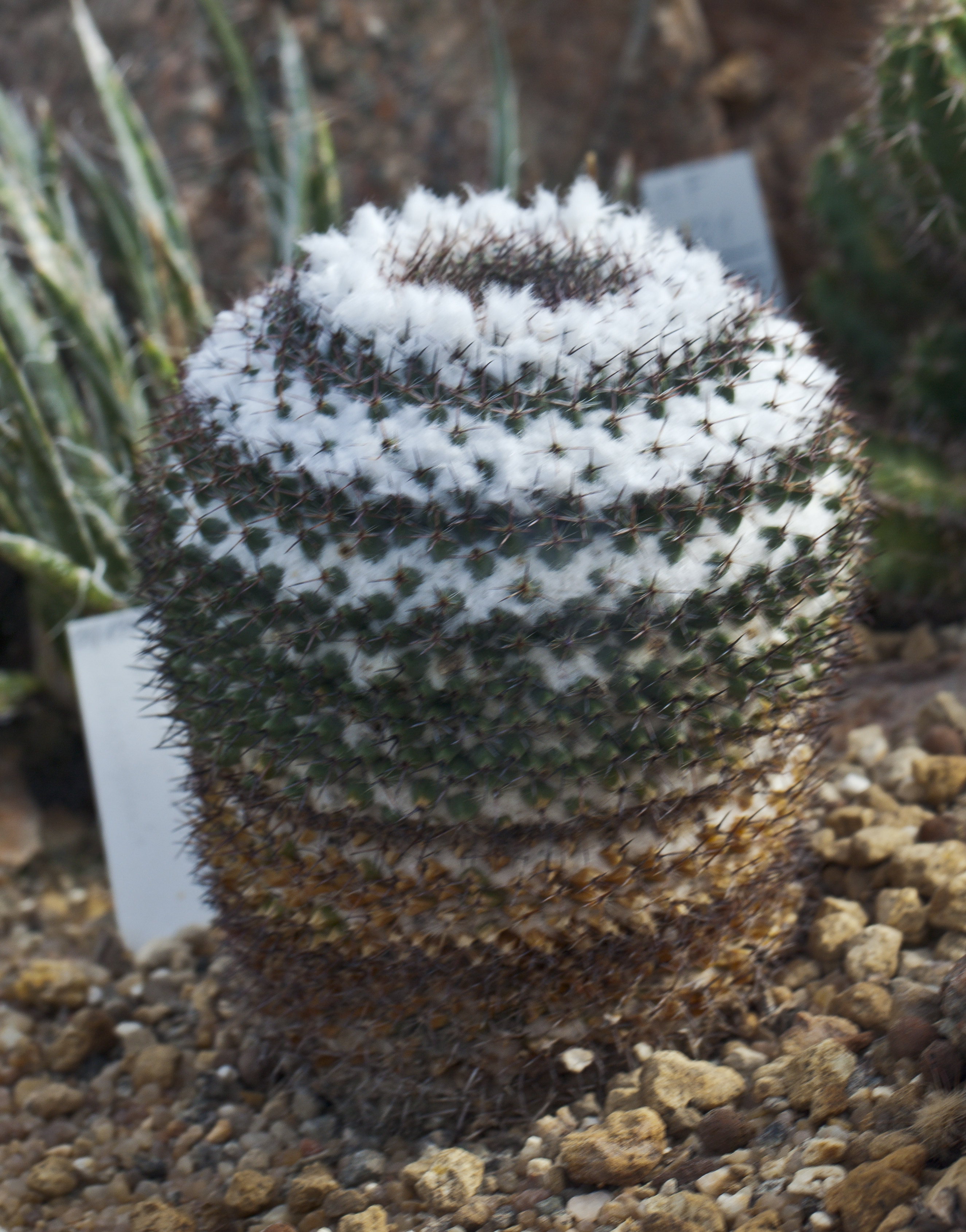
Mammillaria chionocephala в Мюнхенському ботанічному саду, Німеччина

Видова назва цієї мамілярії походить від лат. chionocephala — сніжнобілоголова.

## Ареал
Ареал зростання — Мексика, штати Нуево-Леон, Коауїла і Дуранго, на висоті від 1800 до 2400 м над рівнем моря. Також зафіксована в Сан-Луїс-Потосі, але це можуть бути помилкові ідентифікації Mammillaria formosa в цьому регіоні.

## Морфологічний опис
Рослини зазвичай одиночні.
| Орган              | Опис |
| Коріння            | |
| Стебло             | здавлено-кулясте до коротко-циліндричного, 15-20 см заввишки, 9-10 см в діаметрі.                                                                              |
| Епідерміс          | свтло-зелений. |
| Маміли             | стиснуті, пірамідальні, з молочним соком. |
| Ареоли             | |
| Аксили             | з рясним білим пухом, що здіймається і довгими щетинками. |
| Центральні колючки | 2-4, рідко 6, білі з темнішими коричневими кінцями, від 4 до 6 мм завдовжки, більш помітні серед пуху і щетинок з аксил ніж радіальні, сильніші ніж радіальні. |
| Радіальні колючки  | 22-24, щетиноподібні, білі, до 8 мм завдовжки, погано помітні серед пуху і щетинок з аксил.                                                                    |
| Квіти              | від блідо-рожевих до білих, з широкими рожево-червоними центральними смужками, до 10 мм завдовжки і в діаметрі.                                                |
| Бутони             | |
| Зовнішні пелюстки  | |
| Внутрішні пелюстки | |
| Тичинки            | |
| Маточка            | |
| Плоди              | яскраво-червоні. |
| Насіння            | коричневе. |

## Класифікація

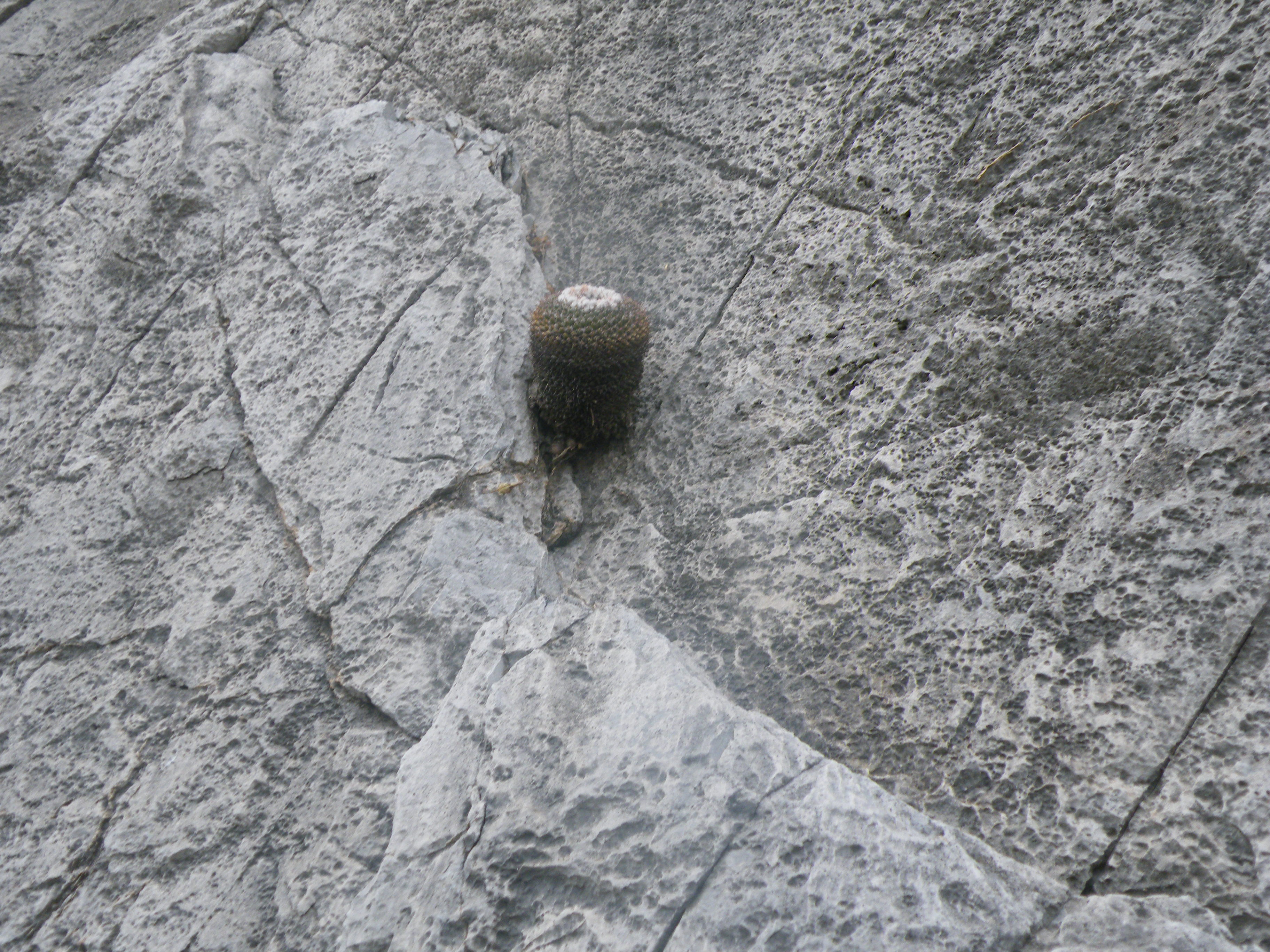
Mammillaria chionocephala, що виросла з тріщини у скельному масиві

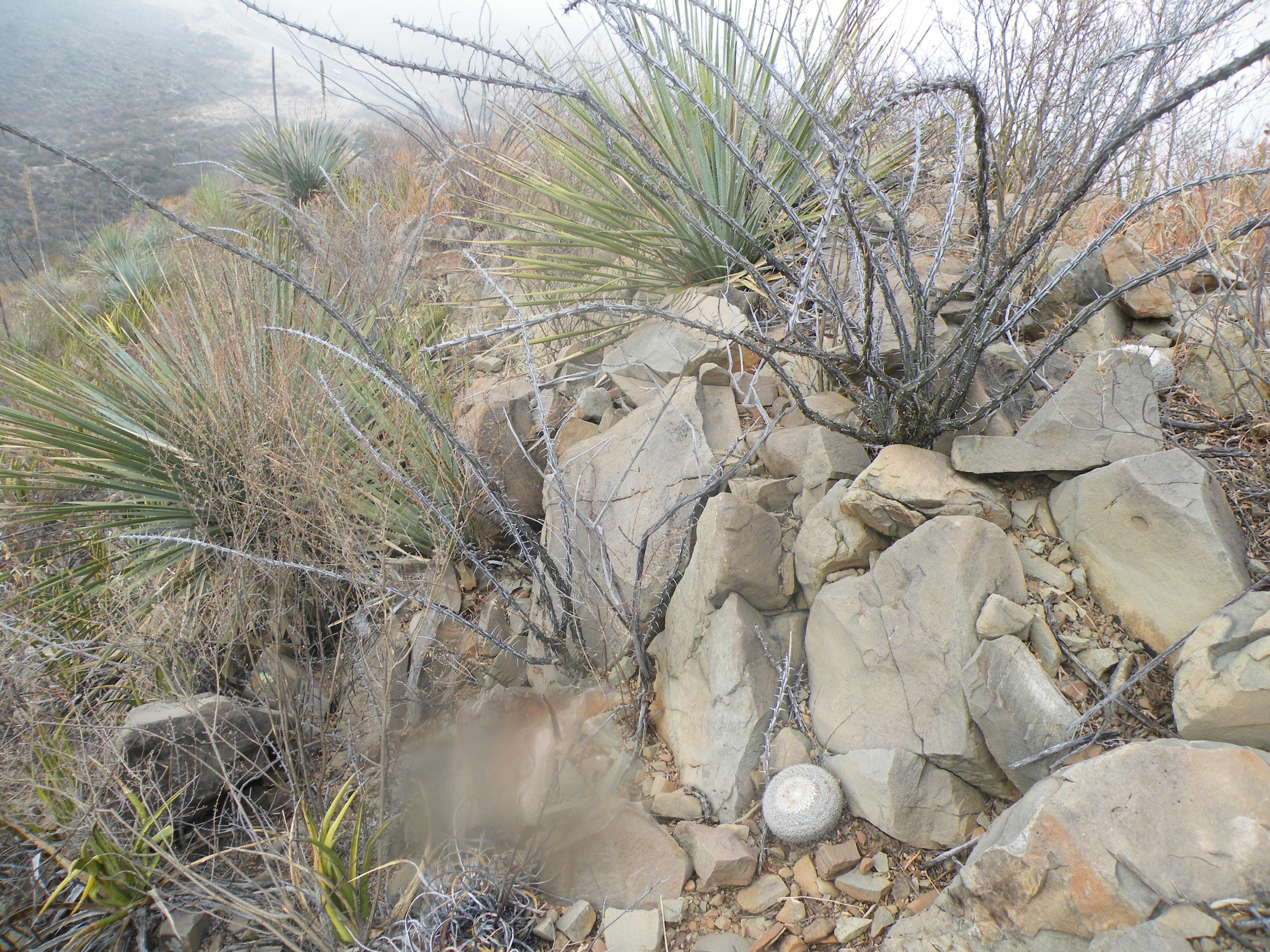
Mammillaria chionocephala в природних умовах у штаті Нуево-Леон між Saltillo і Estacion Marte

Девід Хант у виданні „Mammillaria Postscripts №. 7“ звів Mammillaria chionocephala до підвиду Mammillaria formosa.
Але і в природі, і в культурі ці види мають різний зовнішній вигляд. Mammillaria chionocephala має великі, поодинокі стебла, що з часом стають короткоциліндричними, в той час як Mammillaria formosa — низькоросла, часто утворює колонії, і її ареал набагато південніше.